# کانتون پلایاس
کانتون پلایاس (به اسپانیایی: Cantón Playas) یک منطقهٔ مسکونی در اکوادور است که در استان گوایاس واقع شده‌است.

## خصوصیات
کانتون پلایاس ۳ متر بالاتر از سطح دریا واقع شده‌است.